# Joseph Nicolas Van Naemen
Joseph (II) Nicolas Marie van Naemen, né le 11 décembre 1836 à Saint-Nicolas et y décédé le 1er mai 1917 est un homme politique catholique belge, industriel, fabricant de voiles pour bateaux.
Élu conseiller communal (1869), échevin (1869-1878) et bourgmestre (1879-1917) de Saint-Nicolas; sénateur provincial de la province de Flandre-Orientale (1882-1886), député de Saint-Nicolas (1886-1908), en suppléance de Jules Malou et sénateur de l'arrondissement de Termonde-Saint-Nicolas (1908-1917), en suppléance de Léon de Bruyn.

## Généalogie
- Fils du sénateur Joseph Félix van Naemen (1799-1862) et de Marie Joséphine Boëyé (1808-1862).
- Il épousa en premières noces Marie-Thérèse Libbrecht et en secondes noces, en 1870 Marie Joséphine Maertens de Noordhout (1845-1908).
  - Ils eurent quatre enfants : Joseph III (1871-1913), Marie (1873-?), Louis, Hélène.

## Sources
- Bio sur ODIS